# Thomas Stuer-Lauridsen
Thomas Stuer-Lauridsen (Hørsholm, 29 de abril de 1971) es un deportista danés que compitió en bádminton, en la modalidad individual. Su hermana Lisbet también compitió en bádminton.
Participó en dos Juegos Olímpicos de Verano, en los años 1992 y 1996, obteniendo una medalla de bronce en Barcelona 1992, en la prueba individual. Ganó dos medallas de bronce en el Campeonato Mundial de Bádminton, en los años 1993 y 1995, y una medalla de plata en el Campeonato Europeo de Bádminton de 1992.

## Palmarés internacional
| Juegos Olímpicos   | Juegos Olímpicos         | Juegos Olímpicos  | Juegos Olímpicos |
| Año                | Lugar                    | Medalla           | Prueba           |
| ------------------ | ------------------------ | ----------------- | ---------------- |
| 1992               | Barcelona (España)       | Medalla de bronce | Individual       |
| Campeonato Mundial |                          |                   |                  |
| Año                | Lugar                    | Medalla           | Prueba           |
| 1993               | Birmingham (Reino Unido) | Medalla de bronce | Individual       |
| 1995               | Lausana (Suiza)          | Medalla de bronce | Individual       |
| Campeonato Europeo |                          |                   |                  |
| Año                | Lugar                    | Medalla           | Prueba           |
| 1992               | Glasgow (Reino Unido)    | Medalla de plata  | Individual       |